# Андреєв Олександр Петрович (генерал-полковник авіації)
Олександр Петрович Андреєв (нар. 5 травня 1923, село Березово, тепер Пронського району Рязанської області, Російська Федерація — 5 жовтня 2020, місто Москва) — радянський військовий діяч, генерал-полковник авіації, командуючий 17-ю повітряною армією Київського військового округу. Депутат Верховної Ради УРСР 9-го скликання. Кандидат військових наук. Герой Російської Федерації.

## Біографія
Народився у багатодітній селянській родині.
У 1940 році закінчив Пронську середню школу. З 1940 року вчився у Рязанському педагогічному інституті і одночасно — в Рязанському аероклубі. Після введення плати за навчання був вимушений покинути навчання через скрутне матеріальне становище сім'ї, працював на складі речового постачання Рязанського військового артилерійського училища.
У Червоній Армії з вересня 1941 року. У 1943 році закінчив Руставську авіаційну школу Грузинської РСР. У 1943 році служив в 26-му запасному авіаційному полку у місті Сандар Грузинської РСР.
Учасник німецько-радянської війни з листопада 1943 року. Увесь бойовий шлях пройшов старшим льотчиком — повітряним розвідником у складі 249-го винищувального авіаполку (з квітня 1944 року — 163-й гвардійський винищувальний авіаційний полк) 229-ї винищувальної Таманської Червонопрапорної авіаційної дивізії 4-ї повітряної армії, який діяв у складі Окремої Приморської армії, з квітня 1944 — на 4-му Українському, з червня 1944 — на 2-му Білоруському фронтах.
Член ВКП(б) з 1945 року.
Після війни продовжив службу в Радянській Армії. Командував ескадрильєю, винищувальним авіаційним полком у місті Батайську.
У 1950—1953 роках — слухач Військово-повітряної академії.
У 1953—1960 роках — заступник командира, командир 704-го навчального авіаційного полку Качинського авіаційного училища льотчиків. У 1960—1961 роках — старший штурман — льотчик Краснодарського об'єднаного авіаційного училища.
У 1961—1963 роках — заступник командира 11-ї гвардійської винищувальної авіаційної дивізії Південної групи військ (Угорщина).
У 1965 році закінчив Військову академію Генерального штабу Збройних Сил СРСР.
У 1965—1967 роках — командир 11-ї гвардійської винищувальної авіаційної дивізії Південної групи військ (Угорщина).
У 1967—1970 роках — заступник командувача 4-ю повітряною армією Північної групи військ.
У червні 1970—1973 р. — командувач 73-ю повітряною армією Середньоазіатського військового округу.
У 1973—1979 роках — командувач 17-ю повітряною армією Червонопрапорного Київського військового округу (командувач авіацією Червонопрапорного Київського військового округу).
У 1979—1989 роках — начальник кафедри оперативного мистецтва ВПС у Військовій академії Генерального штабу Збройних сил СРСР імені Ворошилова. Автор багатьох наукових праць з питань застосування авіації.
З жовтня 1989 року — у відставці.
Проживає у Москві. З 1998 року — голова регіональної Асоціації громадських об'єднань міста-героя Москви.

## Звання
- генерал-лейтенант авіації
- генерал-полковник авіації (1975)

## Нагороди
- Герой Російської Федерації (8.05.1995)
- орден Леніна (1967)
- орден Трудового Червоного Прапора (1982)
- два ордени Червоного Прапора (10.09.1944, 24.05.1945)
- два ордени Червоної Зірки (22.04.1944, 1956)
- два ордени Вітчизняної війни 1-го ст. (18.04.1945, 11.03.1985)
- орден «За службу Батьківщині в Збройних Силах СРСР» 3-го ст. (1977)
- лицарський хрест ордену «Віртуті Мілітарі» (Польща)
- медалі
- заслужений військовий льотчик СРСР (1973)